# Plaka

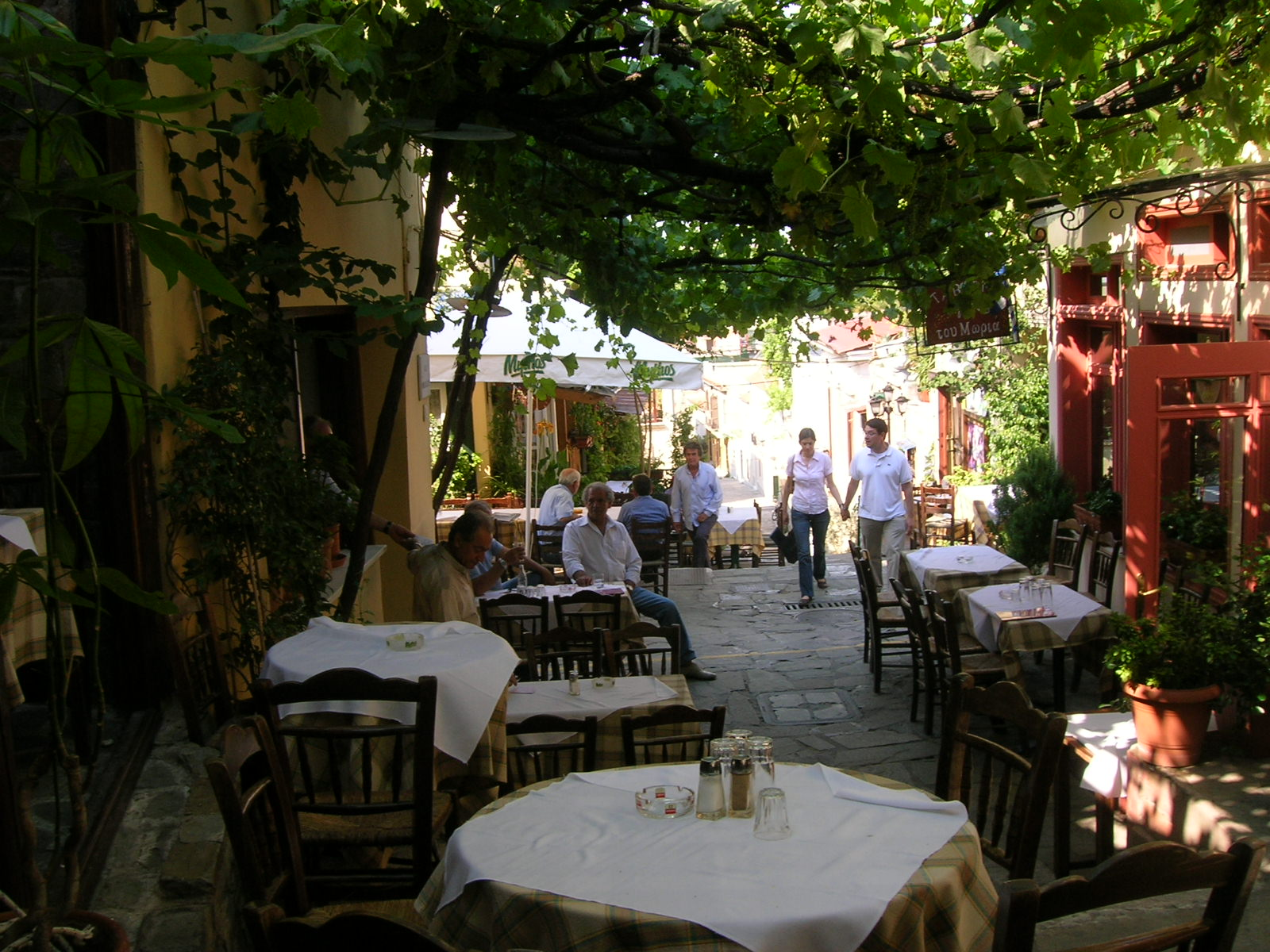
Carrer de Plaka.

Plaka (grec: Πλάκα) és un barri antic del centre històric d'Atenes, Grècia, de 35 hectàrees i que es troba gairebé immediatament al peu oriental de l'Acròpoli. Plaka és com era de gran la ciutat d'Atenes quan va esdevenir capital del regne de Grècia el 1834. En l'actualitat és considerat potser la zona més atractiva i acolorida d'aquesta ciutat.
L'origen de la paraula Plaka és encara incert, però predominen dues explicacions. La primera versió es remunta al segle xvi, quan la majoria de la població de Plaka era de parla albanesa, en què l'adjectiu pliak volia dir "antic" o "vell". La segona versió sosté que l'origen és una gran placa de pedra que es trobaria entre els carrers Adrianou, Tripodon i Lisicratous.
La seua estructura edilícia deriva en gran part del període d'ocupació otomana, quan es va destruir la urbanització de planta regular, típicament grecollatina, i es va substituir per una urbanització sense planificació, ajustada als accidents del relleu. Açò va donar origen a un barri de carrers laberíntics, en molts casos estrets i en pendent, que estan atapeïts de tavernes i restaurants. El primer rei de Grècia, Otó I, d'origen bavarès, va contractar arquitectes estrangers que van portar a Plaka l'estil neoclàssic de moda a Occident. Aquesta és la raó per la qual el barri compta amb nombroses cases d'aquest estil. A diferència de les cases de l'època otomana, que evitaven el contacte amb el carrer mitjançant parents contundents i altes, els arquitectes van innovar amb grans finestres, cornises ornamentades i balcons de ferro forjat.
Alguns carrers que són envaïts per turistes camí de l'ascensió de l'Acròpolis estan atapeïts de botigues de records i de restaurants pintorescos segons els tòpics turístics. A Plaka no s'hi permeten els vehicles de motor i igualment la majoria de carrers són massa estrets perquè hi puguin passar.
Les excavacions han demostrat que el carrer Adrianou és el més antic d'Atenes que ha mantingut el mateix ús i traçat des de l'antiguitat. Aquest divideix el barri en l'Alt Plaka, que arriba fins a Anafiótika, i el Baix Plaka; fins a Monastiraki.
Entre els museus de Plaka, hi ha el nou Museu Jueu de Grècia, el Museu d'Art Popular Grec, el Museu Frissiras i el Museu d'Instruments Musicals Grecs.